# Dél-Korea délnyugati partvidéke menti árapályövi síkságok
Dél-Korea délnyugati partvidéke menti árapályövi síkságok, koreai nyelven ketpol (getbol)ok 2021 júliusa óta az UNESCO-világörökség részei. Mindegyik helyszín az árapálysíkságok egy-egy típusát mutatja be: tölcsértorkolati, nyitott beöblösödő, szigettenger típusú és félig körülzárt. Magas biodiverzitású területek, mintegy 2150 fajjal; 22 veszélyeztetett faj is él itt. A védett terület 128 411 hektáron található, a védőövezet pedig 74 592 hektáros.

## Elhelyezkedésük
| Név                                    | Térképazonosító |
| -------------------------------------- | --------------- |
| Szocshon (Seocheon)                    | 1a              |
| Kocshang (Gochang)                     | 1b              |
| Sinan (Shinan)                         | 1c              |
| Poszong (Boseong)–Szuncshon (Suncheon) | 1d              |
| További területek*                     |                 |
| Muan                                   | 2a              |
| Puan (Buan)                            | 2b              |

*Javaslati listán korábban szerepelt, de UNESCO-védelem alá nem került területek